# Facundo Piñero
Facundo Piñero (Mar del Plata, 26 settembre 1988) è un cestista argentino.

## Palmarès
- Campionato messicano: 1

Fuerza Regia: 2021